# Huracán Rafael (2024)
El huracán Rafael fue un ciclón tropical activo al oeste del mar Caribe, que se convirtió en el undécimo huracán y quinto huracán importante de la temporada atlántica de 2024. Se formó el 4 de noviembre a partir de un área de baja presión generada por un giro centroamericano al norte de Panamá. Rafael, con vientos máximos sostenidos de 185 km/h, fue el primer huracán mayor en azotar directamente la isla de Cuba desde Ian en el 2022, y el segundo en golpear la isla en la temporada de 2024, desde Oscar.

## Historia meteorológica
El 26 de octubre, el Centro Nacional de Huracanes (NHC) comenzó a monitorear el suroeste del Caribe en previsión del desarrollo tropical. El 1 de noviembre se desarrolló una amplia zona de baja presión sobre el suroeste del Caribe, asociada con un giro centroamericano. La perturbación inicialmente permaneció desorganizada, pero comenzó a mostrar signos de organización dos días después. Esa tarde, los Cazadores de Huracanes de la Fuerza Aérea recopilaron datos que mostraban que el sistema había desarrollado un centro cerrado, pero que la convección profunda aún no se había organizado lo suficiente como para declararlo una depresión tropical. Debido a la amenaza inminente de la perturbación a Jamaica y las Islas Caimán, el NHC designó a la tormenta en desarrollo como Ciclón Tropical Potencial Dieciocho.
Al día siguiente, los datos de los Cazadores de Huracanes, junto a imágenes satelitales y observaciones de superficie, revelaron que la perturbación había desarrollado un centro bien definido y estaba produciendo convección profunda organizada.
En consecuencia, se actualizó a depresión tropical dieciocho la mañana del 4 de noviembre. En ese momento, el ciclón, recién formado se encontraba a unas 195 millas (310 km) al sur de Kingston (Jamaica). En medio de condiciones favorables, incluidas temperaturas superficiales del mar más cálidas que el promedio de 86 °F (30 °C), la depresión continuó fortaleciéndose y se convirtió en la tormenta tropical Rafael esa tarde.
La tormenta siguió su trayectoria hacia el noroeste a lo largo del lado suroeste de una cresta sobre el Atlántico Occidental el 5 de noviembre y pasó al oeste de Jamaica. Esa tarde desarrolló un núcleo de viento interno, y se fortaleció hasta convertirse en huracán temprano el 6 de noviembre. Se intensificó rápidamente durante toda la mañana cuando se hizo visible un pequeño ojo y Rafael se convirtió en un huracán mayor de categoría 3 esa tarde mientras se acercaba a Cuba y finalmente tocó tierra en la provincia de Artemisa justo al este de Playa Majana, a las 21:15 UTC del 6 de noviembre, con vientos sostenidos de 115 mph (185 km/h).

## Preparativos

### Panamá
El 2 de noviembre, el gobierno emitió una alerta roja en cinco provincias y una comarca indígena al oeste del país. El Sistema Nacional de Protección Civil (Sinaproc) pidió que prestaran atención a las alertas meteorológicas emitidas por las autoridades y advirtió sobre la amenaza de fuertes lluvias y fuertes olas. La parte este del país estuvo inicialmente bajo alerta amarilla, pero para la noche del 4 de noviembre, todo el país salvo Panamá Centro y Panamá Oeste estaban bajo alerta roja. Las clases y actividades festivas relacionadas con la Separación de Panamá de Colombia se suspendieron en cinco provincias, mientras que el gobierno abrió nueve refugios de emergencia, que albergaron a cien personas.

### Islas Caimán
En el momento en que fue designado como un ciclón tropical potencial, el 3 de noviembre, se emitió una alerta de huracán para las Islas Caimán. A la mañana siguiente, la alerta que cubría la zona fue reemplazada por una advertencia de huracán. Debido a la tormenta, todas las escuelas gubernamentales y el University College se mantuvieron cerradas el 5 de noviembre. Se pusieron bolsas de arena a disposición de los residentes de Caimán Brac y Gran Caimán.

### Jamaica
Una vez que el precursor de Rafael fue designado como un ciclón tropical potencial, se emitió una advertencia de tormenta tropical para la isla.
Dos partidos de la Liga Premier Nacional de Jamaica, originalmente programados para el 4 de noviembre, fueron pospuestos. La Universidad de las Indias Occidentales cerró todas las clínicas y servicios que no son de emergencia debido a la tormenta.

### Cuba
El 4 de noviembre se emitió un aviso de huracán para seis provincias orientales de Cuba. Debido a los impactos esperados del sistema, más de 66 000 personas fueron evacuadas de la provincia de Guantánamo. El Ministerio de Transporte canceló varios vuelos y suspendió el tráfico marítimo entre Batabanó y Nueva Gerona.

### Estados Unidos

#### Florida
Se emitió un aviso de tormenta tropical el 4 de noviembre para los Cayos Inferiores y Centrales de Florida, desde Cayo Hueso hasta el oeste del Puente del Canal 5, y para Dry Tortugas.

## Impacto

### Panamá
En Panamá, las lluvias provocaron daños en varias viviendas, dejando un total de 3141 personas damnificadas. Al menos cinco personas murieron en el país como consecuencia de ello, cuatro por inmersión y uno por deslizamiento de tierra. Unas 100 personas fueron alojadas en albergues. En el país fallecieron cinco personas.

### Costa Rica
Rafael también causó inundaciones en Costa Rica que provocó el colapso de un puente y el rescate de 42 personas en la provincia de Guanacaste.Las inundaciones también afectaron varios regiones del Atlántico costarricense.

### Jamaica
Las autoridades de Jamaica atribuyeron el gran deslizamiento de tierra del 3 de noviembre a las lluvias persistentes antes de la posible tormenta, que dejó aisladas a un par de comunidades rurales. No se reportaron heridos. La lluvia exacerbó las inundaciones en el distrito de Troja lo que provocó que varios vados se desprendieran en toda el área. La tormenta provocó inundaciones y deslizamientos de tierra, y dejó fuera de línea la red eléctrica del país.

### Cuba
La Habana recibió ráfagas con fuerza de huracán, quedando como consecuencia sin electricidad.